# Creep Wit’ Me
Creep Wit' Me – pierwszy debiutancki album studyjny duetu Ill Al Skratch. Wydany został 2 sierpnia 1994 roku przez wytwórnię płytową Mercury Records.

## Lista utworów
1. „They Got Love for Us” (1:21)
2. „Where My Homiez? (Come Around My Way)” (5:41)
3. „This Is for My Homiez” (5:35)
4. „I'll Take Her” (feat. Brian McKnight) (4:53)
5. „Chill with That” (4:53)
6. „Where My Homiez? (Come Around My Way)” (dubowa wersja) (6:14)
7. „Creep Wit' Me” (3:51)
8. „Get Dough” (4:44)
9. „The Brooklyn Uptown Connection” (feat. LRC, Mark Sparks oraz Zoundwavez) (4:20)
10. „Classic Shit” (solo Big Ill) (4:14)
11. „Summertime (It's All Good)” (solo Al Skratch)" (4:34)
12. „I'll Take Her (Brian Flow)” (feat. Brian McKnight) (4:24)

## Pozycje na listach przebojów

### Album
| Notowanie (1994)            | Pozycja na liście |
| --------------------------- | ----------------- |
| U.S. Billboard 200          | 137               |
| U.S. Top R&B/Hip Hop Albums | 22                |

### Single
| Tytuł                                 | Notowanie (1994)           | Pozycja na liście |
| ------------------------------------- | -------------------------- | ----------------- |
| I'll Take Her                         | U.S. Billboard Hot 100     | 62                |
| I'll Take Her                         | U.S. Hot R&B/Hip-Hop Songs | 16                |
| Where My Homiez? (Come Around My Way) | U.S. Hot R&B/Hip-Hop Songs | 34                |